# Sérgio Paulinho
Sérgio Miguel Moreira Paulinho est un coureur cycliste portugais, né le 26 mars 1980 à Oeiras (Portugal) et passé professionnel en 2000. Il a notamment obtenu la médaille d'argent de la course en ligne des Jeux olympiques d'Athènes en 2004 et remporté une étape du Tour d'Espagne en 2006 et du Tour de France en 2010. Il a été équipier d'Alberto Contador lors de ses victoires au Tour de France en 2007 et 2009, au Tour d'Espagne en 2008, 2012 et 2014 et au Tour d'Italie en 2015, ainsi que d'Alexandre Vinokourov lors de son Tour d'Espagne victorieux en 2006.

## Biographie
Sérgio Paulinho est issue d'une famille de cycliste. Son père Jacinto est coureur cycliste professionnel dans les années 1980. Ses deux frères Claudio et Pedro sont également passés professionnels.
En 2000, il participe aux championnats du monde, à Plouay en France. Il y est 28e du contre-la-montre des moins de 23 ans, et 22e de la course en ligne. Il est à nouveau présent aux championnats du monde de 2001 à Lisbonne au Portugal. Il y prend la cinquième place du contre-la-montre des moins de 23 ans et la 23e de la course en ligne de cette catégorie. En 2002, il connait une troisième participation aux championnats du monde espoirs, à Zolder en Belgique. Il obtient la médaille de bronze du contre-la-montre et finit 77e de la course en ligne.
En 2004, il termine deuxième de la course en ligne aux Jeux olympiques d'été d'Athènes.
En 2006, il remporte la dixième étape du Tour d'Espagne. En 2010, il rejoint l'équipe américaine RadioShack où il remporte notamment la 10e étape du Tour de France 2010 en devançant au sprint son compagnon d'échappé Vasil Kiryienka. En septembre 2011, il s'engage pour les saisons 2012 et 2013 avec la formation danoise Saxo Bank de Bjarne Riis et aura pour mission principale d'accompagner Alberto Contador sur les grands tours.

## Palmarès et classements mondiaux

### Palmarès
- 1997
  - 10e du championnat du monde du contre-la-montre juniors
- 1998
  - Vuelta al Besaya :
    - Classement général
    - 1re, 2ea (contre-la-montre) et 4e étapes

  - 6e du championnat du monde du contre-la-montre juniors
- 1999
  - 7e étape du Tour du Portugal de l'Avenir
- 2000

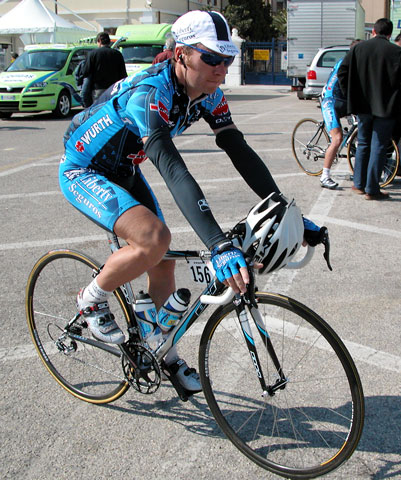
Sérgio Paulinho en 2006.

  -  Champion du Portugal du contre-la-montre espoirs[8]
  - 4e étape du Grande Prémio R.L.V.T.
- 2001
  - 2e du championnat du Portugal sur route espoirs
- 2002
  -  Champion du Portugal du contre-la-montre espoirs
  - Circuit de Malveira
  - Prologue, 3e et 4e étapes du Tour du Portugal de l'Avenir
  - 2e du championnat du Portugal sur route espoirs
  - 2e du Tour du Portugal de l'Avenir
  -  Médaillé de bronze du championnat du monde du contre-la-montre espoirs
  - 10e du championnat d'Europe sur route espoirs

- 2004
  -  Champion du Portugal du contre-la-montre
  - Tour de Trás-os-Montes et Haut Douro :
    - Classement général
    - 1re étape

  - 7e et 10e étapes du Tour du Portugal
  - 3e étape du Tour des Terres de Santa Maria da Feira
  -  Médaillé d'argent de la course en ligne des Jeux olympiques d'Athènes
  - 10e du championnat d'Europe du contre-la-montre espoirs
- 2006
  - 10e étape du Tour d'Espagne
- 2008
  -  Champion du Portugal du contre-la-montre
- 2009
  - 4e étape du Tour de France (contre-la-montre par équipes)
- 2010
  - 10e étape du Tour de France
- 2013
  - 2e du Tour de Norvège
- 2016
  - 5e étape du Tour de Croatie (contre-la-montre par équipes)
- 2017
  - 2e de la Classica da Arrábida
  - 2e du championnat du Portugal du contre-la-montre
- 2018
  - 3e étape du Grand Prix Abimota
- 2019
  - 3e du Grand Prix Torres Vedras

### Résultats sur les grands tours

#### Tour de France
7 participations
- 2007 : 65e
- 2009 : 35e, vainqueur de la 4e étape (contre-la-montre par équipes)
- 2010 : 46e, vainqueur de la 10e étape
- 2011 : 81e
- 2012 : 50e
- 2013 : 136e
- 2014 : 89e

#### Tour d'Espagne
8 participations
- 2006 : 16e, vainqueur de la 10e étape
- 2007 : non-partant (5e étape)
- 2008 : 26e
- 2011 : 85e
- 2012 : 70e
- 2014 : 57e
- 2015 : abandon (11e étape)
- 2016 : 115e

#### Tour d'Italie
1 participation
- 2015 : 97e

### Classements mondiaux
| Année                  | 2006 | 2007 | 2008 | 2009 | 2010 | 2011 | 2012 | 2013 | 2014 | 2015 | 2016   | 2017 | 2018   |
| ---------------------- | ---- | ---- | ---- | ---- | ---- | ---- | ---- | ---- | ---- | ---- | ------ | ---- | ------ |
| Classement ProTour     | 115e | 142e |      |      |      |      |      |      |      |      |        |      |        |
| Calendrier mondial UCI |      |      |      |      | 129e |      |      |      |      |      |        |      |        |
| UCI World Tour         |      |      |      |      |      | nc   | nc   | nc   | nc   | nc   |        |      |        |
| UCI Europe Tour        |      |      |      |      |      |      |      |      |      |      | 1 588e | 432e | 1 518e |